# Cruztón, Chalchihuitán
Cruztón är en ort i Mexiko.   Den ligger i kommunen Chalchihuitán och delstaten Chiapas, i den sydöstra delen av landet, 700 km öster om huvudstaden Mexico City. Cruztón ligger 1 367 meter över havet och antalet invånare är 178.
Terrängen runt Cruztón är kuperad söderut, men norrut är den bergig. Runt Cruztón är det ganska tätbefolkat, med 134 invånare per kvadratkilometer. Närmaste större samhälle är Pantelhó, 16,2 km öster om Cruztón. Omgivningarna runt Cruztón är en mosaik av jordbruksmark och naturlig växtlighet.